# Miguel Hidalgo, Delicias
Miguel Hidalgo är en ort i Mexiko.   Den ligger i kommunen Delicias och delstaten Chihuahua, i den nordvästra delen av landet, 1 200 km nordväst om huvudstaden Mexico City. Miguel Hidalgo ligger 1 215 meter över havet och antalet invånare är 2 850.
Terrängen runt Miguel Hidalgo är platt. Runt Miguel Hidalgo är det glesbefolkat, med 9 invånare per kvadratkilometer. Närmaste större samhälle är Ciudad Delicias, 8,5 km nordväst om Miguel Hidalgo. Trakten runt Miguel Hidalgo består till största delen av jordbruksmark.